# Giussano
Giussano (lombardul: Giüssàn) település Olaszországban, Lombardia régióban, Monza e Brianza megyében. Lakosainak száma 25 956 fő (2023. január 1.). Giussano Arosio, Briosco, Carugo, Mariano Comense, Verano Brianza, Carate Brianza, Inverigo és Seregno községekkel határos.

## Népesség
A település lakossága az elmúlt években az alábbi módon változott:
| Lakosok száma | 25 199 | 25 863 | 25 945 | 25 956 |
|               | 2013   | 2017   | 2018   | 2023   |